# دیوید ایمس
سِر دیوید آنتونی اندرو اِیمِس (به انگلیسی: Sir David Anthony Andrew Amess)؛ (۲۶ مارس ۱۹۵۲ – ۱۵ اکتبر ۲۰۲۱) سیاست‌مدار اهل بریتانیا بود.
اِیمِس از سال ۱۹۸۳ نمایندهٔ پارلمان بریتانیا بود و در سال ۲۰۱۶ به پاس خدماتش از ملکه الیزابت دوم لقب شوالیه دریافت کرد.
وی که از نمایندگان حزب محافظه کار در پارلمان بریتانیا بود؛ پانزدهم اکتبر ۲۰۲۱ در حین شرکت در جلسه‌ای در حوزه انتخابیه‌اش مورد ضربات چاقو قرار گرفت و درگذشت.

## زندگی اولیه
دیوید آنتونی اندرو ایمس در ۲۶ مارس ۱۹۵۲ در شهر پلیستو (اکنون بخشی از منطقه نیوهام لندن) در استان اسکس، در خانواده‌ای از طبقه کارگر به دنیا آمد. پدرش جیمز ایمس، برق‌کار و مادرش مود مارتین خیاط بود. ایمس مانند مادرش کاتولیک رومی بزرگ شد. مادرش، مود در ۱۲ اکتبر ۲۰۱۶ در سن ۱۰۴ سالگی درگذشت. ایمس به مدرسه خردسالان سنت آنتونی رفت، سپس در مدرسه کاتولیک سنت بوناونتوره، یک مدرسه مستقل در منطقه فورست گیت، تحصیل کرد. او بعدها می‌گفت که تمایلات سیاسی او از زمان حضورش در سنت بوناونتور آغاز شد، جایی که او به طرفداری از یک حزب انقلابی پرداخت که خواسته‌های اصلی‌اش حداقل پول توجیبی و لغو مشق شب بود. زمانی که بزرگ شد دیگر محافظه‌کار بود.
در کودکی او لکنت زبان داشت و گفتار درمانی برای تصحیح این امر باعث از بین رفتن لهجه طبیعی کاکنی او شد. ایمس به کالج تکنولوژی بورنموث (در حال حاضر دانشکده تکنولوژی دانشگاه بورنموث) رفت و در آنجا مدرک لیسانس خود را در رشته اقتصاد و دولت کسب کرد. ایمس به مدت یک سال (۷۱–۱۹۷۰) در مدرسه ابتدایی سنت جان باپتیست در بثنال گرین به کودکان معلول آموزش داد و سپس مدت کوتاهی را در کار اوراق بهادار (۷۶–۱۹۷۴) گذراند و سپس به عنوان مشاور استخدام شد.

## زندگی سیاسی
در انتخابات سراسری ۱۹۷۹ بریتانیا اِیمِس در رقابت با نماینده حزب کارگر که از دور قبل سمت نمایندگی را داشت در نیوهام نورث وست وارد صحنه شد. اما این کرسی توسط آرتور لوئیس، نماینده حزب کارگر حفظ شد. در سال ۱۹۸۲ اِیمِس به عنوان مشاور شهرداری منطقه ردبریج لندن انتخاب شد.
در انتخابات سراسری ۱۹۸۳ هاروی پروکتور، نماینده کنونی محافظه‌کار از منطقه بزیلدون، به شهر بیلریکای کوچ کرد. اِیمس به عنوان جایگزین وی انتخاب شد و در ۹ ژوئن ۱۹۸۳ به عنوان نماینده باسیلدون وارد مجلس عوام بریتانیا شد. او همان‌طور که مارگارت تاچر مشتاقانه از او پشتیبانی کرد، مردی از اسکس بود که آراء مردم را پشت خود داشت. نشریه کمپین او را به عنوان «نماینده و فردی جدید از اسکس، طبقه متوسط، پدر، جناح راست، با برخورد مشتاقانه و آدمی پر سر و صدا» توصیف کرد.
ایمس فعالیتش را هم به عنوان یک نماینده مجلس و هم یک مشاور محلی تا سال ۱۹۸۶ ادامه داد و آنگاه از شورای شهر ردبریج کناره گرفت تا بیشتر بر کرسی وست‌مینستر خود متمرکز شود. او در انتخابات سراسری ۱۹۸۷، به‌دلایلی از جمله طرفداران بیشتر، توانست کرسی نمایندگی باسیلدون را حفظ کند. مدتی پس از انتخابات، ایمس به عنوان منشی خصوصی پارلمانی مایکل پورتیو منصوب شد واین سمت را به مدت ده سال و در طول دوران وزارت پورتیو بر عهده داشت. ایمس بار دیگر در انتخابات سراسری ۱۹۹۲ کرسی خود را حفظ کرد. این اولین نشانه‌ای بود از اینکه محافظه کاران در انتخابات آن سال به‌طور غیرمنتظره پیروز می‌شوند. حوزه انتخابیه باسیلدون به عنوان نقطه عطفی در نظر گرفته می‌شد.
قبل از انتخابات سراسری ۱۹۹۷، یک بازبینی دربارهٔ محدوده جغرافیایی باعث شد که باسیلدون به دو قسمت تقسیم شده و در نتیجه دو کرسی پارلمان به این شهر تعلق گیرد. در آن زمان، ایمس اظهار داشت که کمیسیون تقسیم جغرافیایی «با اضافه کردن یک کرسی در انجا» به شهر باسیلدون صدمه زده‌است. با توجه به اکثریت اندک او، مشخص بود حوزه جدید باسیلدون متعلق به حزب گارگر خواهد بود؛ بنابراین ایمس تصمیم گرفت در جای دیگری به دنبال انتخاب مجدد باشد. در ژوئن ۱۹۹۵، ایمس پس از بازنشستگی پل چنون، وزیر سابق کابینه، در ساوتند وست انتخاب شد. در نتیجه وی مجدداً در انتخابات عمومی ۱۹۹۷ به وست مینستر بازگردانده شد. آنجلا ایوانز اسمیت در سال ۱۹۹۷ با ۱۳۰۰۰ رأی، کرسی جدید باسیلدون را برای حزب کارگر به دست آورد.

## دیدگاه‌های سیاسی

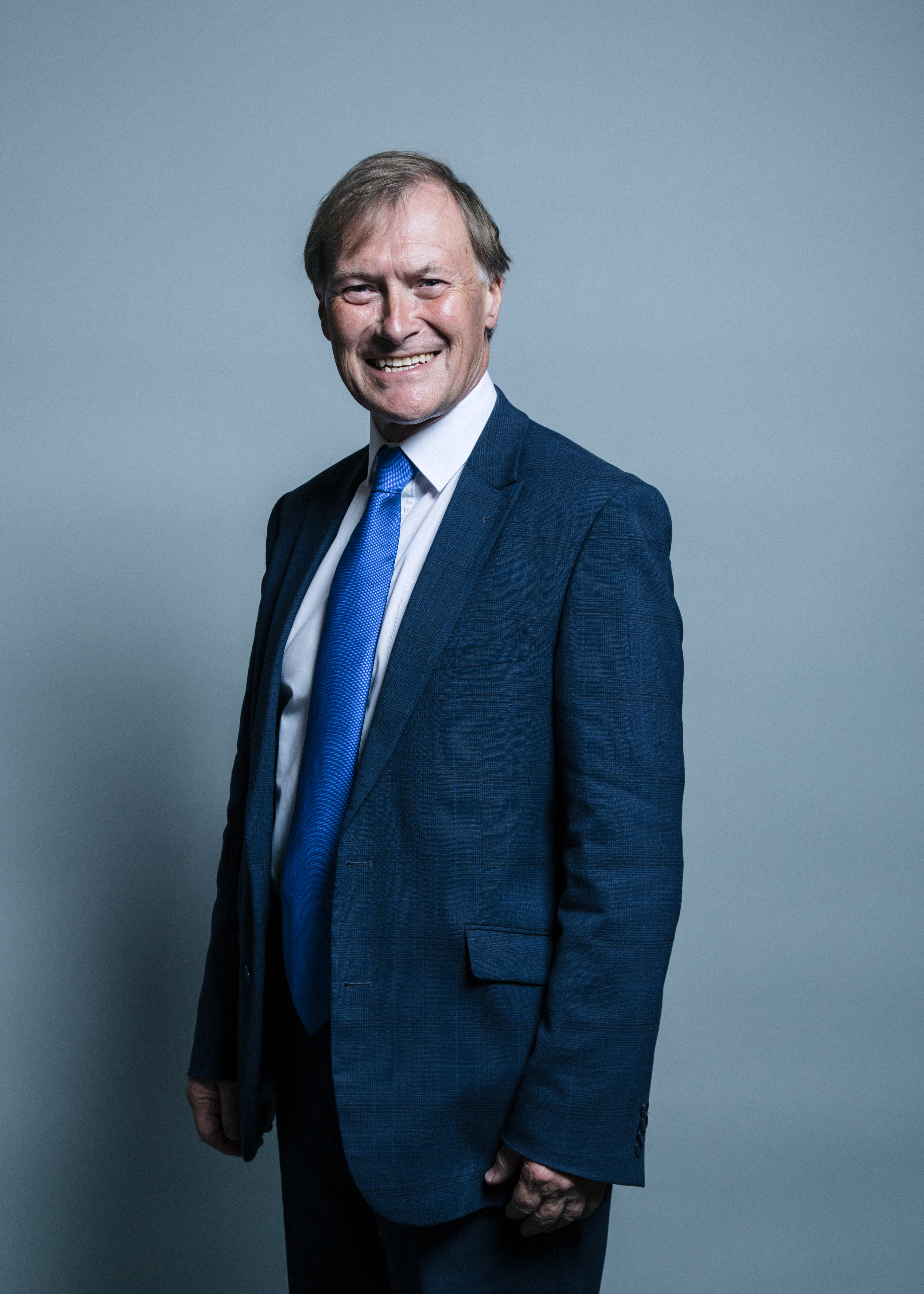
پرتره رسمی سر دیوید ایمس

ایمس به‌طور معمول هنگام رای دادن در مجلس عوام از سیاست حزب محافظه کار پیروی می‌کرد. او به حمله سال ۲۰۰۳ به عراق رای داد، اما پس از آن از ناکامی دولت کارگر در یافتن سلاح‌های کشتار جمعی که با آن حمله را در آغاز توجیه می‌کردند، انتقاد کرد. در زمینه سیاست خارجی، او همچنین یکی از اعضای اصلی حزب محافظه کار دوستان اسرائیل بود. او یکی از معدود نمایندگان محافظه کار بود که از کمپین استیضاح تونی بلر حمایت کرد.
ایمس یکی از ۳۰ قانونگزار محافظه‌کاری بود که در اوت ۲۰۱۳ علیه اقدام نظامی در سوریه رای دادند. او بعداً اظهار داشت که احساس می‌کند روشی که او و همکارانش رای داده‌اند «تفاوت ایجاد کرده» و اگر قبلاً نیز علیه جنگ در عراق رأی می‌داد «ممکن بود اوضاع در آنجا نیز متفاوت باشد.» ایمس از برقراری مجدد مجازات اعدام حمایت کرد.
او از منتقدان حکومت ایران و مدافع شورای ملی مقاومت ایران بود. او به‌طور علنی مانیفست ۱۰ ماده‌ای مریم رجوی را تأیید کرد. ایمس از پناهندگان و پناهجویان حمایت می‌کرد.
ایمس از مخالفان عضویت بریتانیا در اتحادیه اروپا بود و قبل از رفراندوم اتحادیه اروپا از برگزیت حمایت کرد و می‌گفت که رای دادن به «ماندن»، «خطرناک» و «اشتباهی بزرگ» است. او از دست دادن «حاکمیت مجلسی» را به عنوان مورد منفی اصلی روابط بریتانیا و اتحادیه اروپا توصیف کرد. ایمس هنگام ملاقات با دیوید کامرون از مداخله باراک اوباما، رئیس‌جمهور وقت ایالات متحده در کمپین رفراندوم اتحادیه اروپا انتقاد کرد و اظهار داشت که او «به هیچ وجه حق دخالت در این امر را ندارد».

## مشارکت در قانون‌گذاری

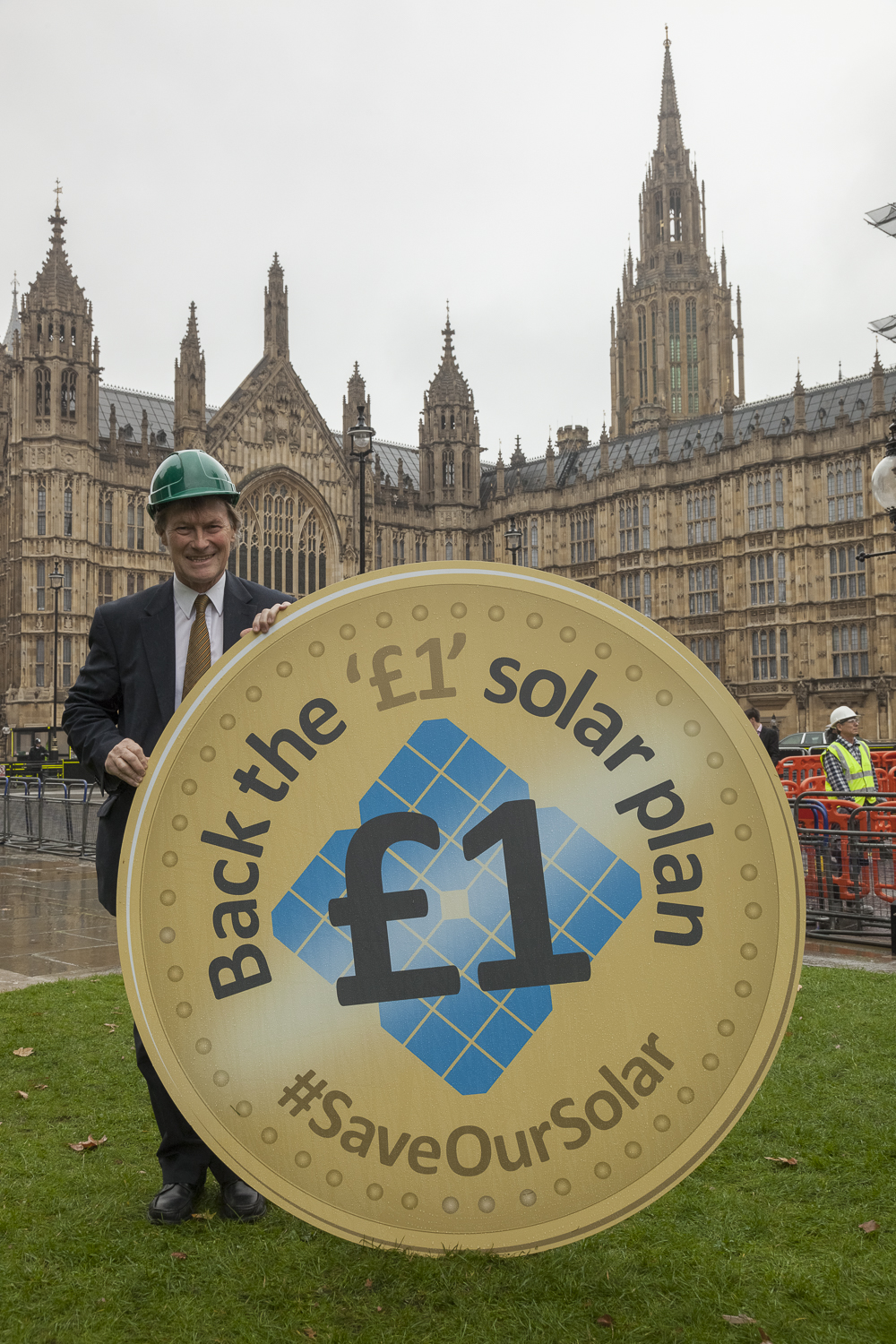
ایمس در ۲۰۱۵

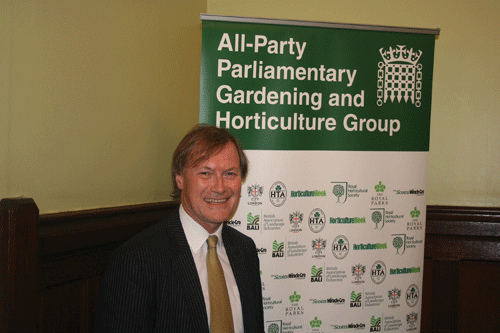
ایمس در سال ۲۰۱۲ در هفته باغبانی

ایمس از بسیاری از لوایح در پارلمان حمایت کرد. از جمله قانون حفاظت در برابر ارتباط ظالمانه به اینترنت ۱۹۸۸ و قانون خانه‌های گرم و حفاظت از انرژی ۲۰۰۰.
در سال ۲۰۱۴ ایمس در تصویب لایحه مواد امنیتی چاپ (تخصصی) کمک کرد. این لایحه شکافی را پایان داد که به شرکت‌هایی که تجهیزات تخصصی چاپ را به جعل‌کنندگان عرضه می‌کردند، اجازه می‌داد از تعقیب قضایی فرار کنند.

## کمیته‌های پارلمانی

### کمیته منتخب بهداشت
ایمس از سال ۱۹۹۸ تا ۲۰۰۷ در کمیته پارلمانی منتخب بهداشت خدمت کرد. به دلیل نقشش در این کمیته منتخب بهداشت، در سال ۱۹۹۹ او رئیس کمیته مراقبتی بهداشت از حزب محافظه کار شد.

### کمیته اداری
ایمس در سال ۲۰۱۵ به عضویت کمیته اداری درآمد. این کمیته مسئول نظارت بر اداره امور و خدمات در اماکن پارلمانی است. او پس از انتخابات سراسری ۲۰۱۹ از کمیته کناره‌گیری کرد.

## رسانه‌ها و نشریات

### انتشارات
در سال ۱۲۰۱۲ایمس جزوه ای دربارهٔ انتخاب مجدد خود در سال ۱۹۹۲ در حوزه انتخابیه باسیلدون با عنوان برخلاف انتظار نوشت. در مراسمی به مناسبت بیستمین سالگرد انتخابات و با حضور نخست‌وزیر دیوید کامرون و فعالان حزب محافظه کار در مجلس عوام راه اندازی شد.
ایمس جزوه‌ای با عنوان حزب فرصت با گروه تجدید نظر تهیه کرد که شامل سیزده زندگی‌نامه کوتاه از نمایندگان محافظه‌کار بود که از میان طبقه متوسط جامعه می‌آیند. این جزوه که در آوریل ۲۰۱۴ در مجلس عوام منتشر شد، شامل کمک‌های چهار وزیر دولت، از جمله ساجد جاوید، مارک فرانسوا، پاتریک مک لافلین، و مایک پنینگ بود.

## جوائز

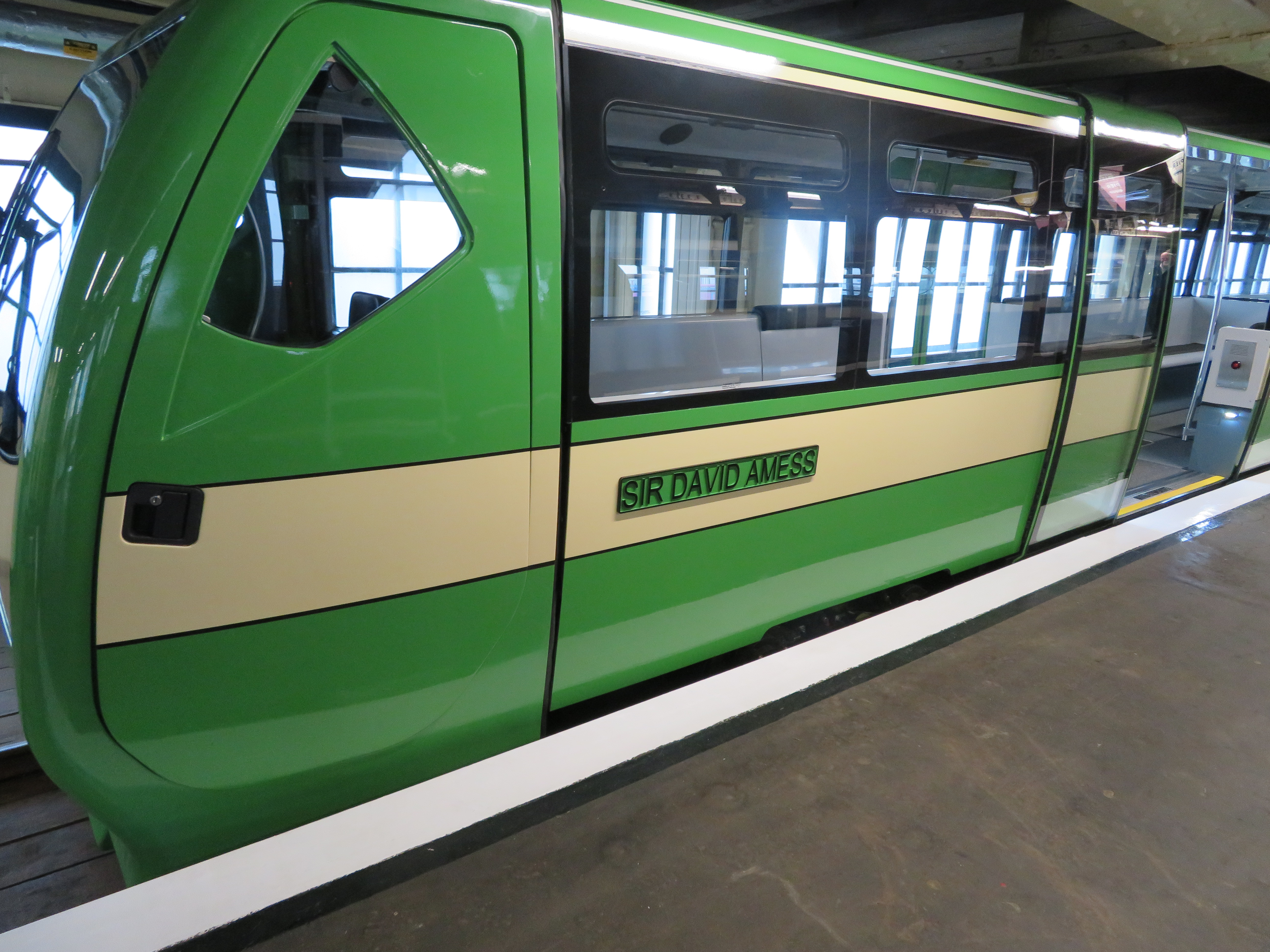
قطار برقی در ساوتند-آن-سی به نام سر دیوید ایمس شد. ۲۰۲۲

ایمس در مراسم افتخارات سال نو ۲۰۱۵ برای خدمات سیاسی و عمومی‌اش لقب شوالیه دریافت کرد. ایمس همچنین برنده جایزه محیط زیست و رفاه حیوانات شد، و این جایزه توسط جان برکو، رئیس مجلس عوام، به وی اهدا شد. این جایزه به نماینده‌ای از پارلمان تعلق می‌گیرد که بیشترین تلاش را برای رسیدگی به مسائل مربوط به رفاه حیوانات و محیط زیست طبیعی انجام داده است.
ایمس «جایزه دستاورد برجسته» را، در مراسم میهمانی پارلمانی خیریه‌ای که توسط گروه دادز در سال ۲۰۱۲ برگزار شد، به پاس تعهد مادام‌العمر خود به کار خیریه دریافت کرد.
او همچنین در سال ۲۰۱۴ نامزد دریافت جایزه پیشکام حمایت از حقوق حیوانات از گراس روت دیپلمات، به دلیل تعهد دیرینه‌اش به حقوق حیوانات شد.

## زندگی خصوصی
ایمس و همسرش جولیا آرنولد یک پسر و چهار دختر داشتند. جولیا به‌طور نیمه‌وقت به او در کارهای دفتری کمک می‌کرد. دختر بزرگ آنها کیتی ایمس یک هنرپیشه است.
ایمس خودش از طرفداران دراز مدت تیم لیگ برتر وستهام یونایتد بود و در آخرین بازی آنها در بولین گراوند در مه ۲۰۱۶ حضور داشت.
ایمس رئیس انجمن موسیقی بود، یک مؤسسه خیریه محلی که برنامه‌های موسیقی را برای افراد دارای ناتوانی یادگیری برگزار می‌کرد. او همراه گروه در اجراهایی در رویال آلبرت هال و پالادیوم لندن ظاهر شد.

## درگذشت

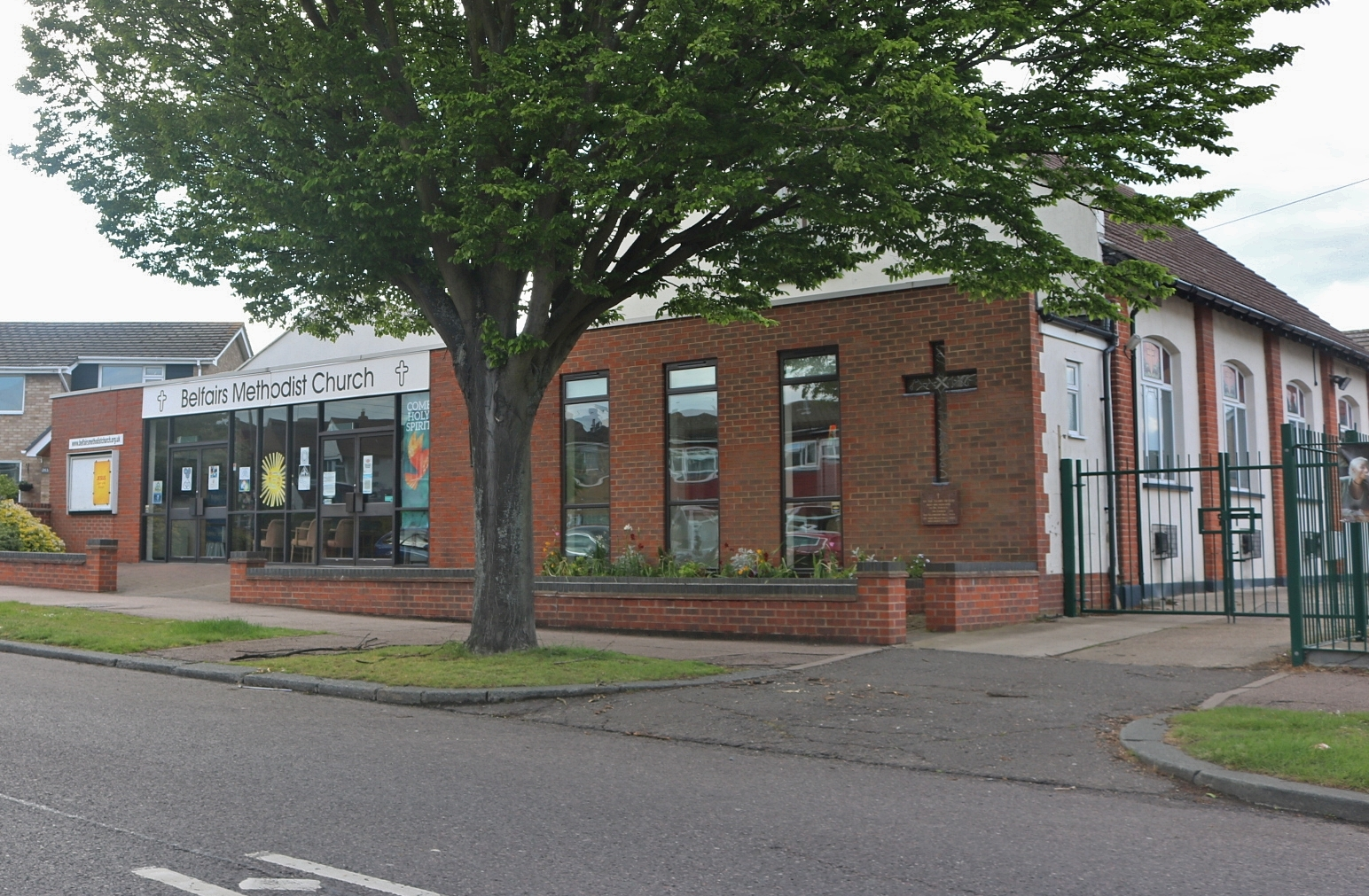
تصویری از محل حمله

صبح ۱۵ اکتبر ۲۰۲۱ اِیمِس در حوزه انتخابیه خود در کلیسای متدیست بلفیرز در شهر لی-آن-سی در شرق انگلستان مورد حمله با ضربات متعدد چاقو قرار گرفت. در این روز او نشستی برای دیدار با موکلانش داشت که بعد از گفتگو با تنی چند از آنان در بیرون کلیسا در ساعت ۱۲ وارد ساختمان شد. در آنجا فردی از داخل جمعیت بیرون آمده و چندین ضربه با چاقو به او زد و فرار کرد.
با رسیدن هلیکوپتر آمبولانس، تیم پزشکی به مداوای جراحت‌های او پرداختند. اما رسیدگی‌ها مؤثر واقع نشد و دیوید اِیمِس لحظاتی پیش از ساعت ۱۵ درگذشت. مرگ وی توسط پلیس متروپولیتن «حادثه تروریستی» اعلام شد.
پلیس یک مرد ۲۵ ساله سومالیایی‌تبار با تابعیت بریتانیایی را به عنوان مظنون به قتل بازداشت کرد.
در ۲۷ اکتبر تحقیقاتی دربارهٔ مرگ ایمس آغاز شد، اما بلافاصله «در انتظار نتیجه دادرسی کیفری» به حالت تعلیق درآمد. این تعلیق در آوریل ۲۰۲۲ بازنگری خواهد شد. پل دوناگی، افسر پزشکی قانونی، گفت که یک روز پس از مرگ ایمس، یک آسیب‌شناس وزارت کشور یک کالبدشکافی انجام داد که نشان داد علت مرگ ضربات چاقو متعدد به قفسه سینه بوده‌است. مرگ او در ساعت ۱:۱۳ بعد از ظهر تأیید شد.
مراسم دسته‌روی و سپس یادبود در ۲۲ نوامبر ۲۰۲۱ در ساوتند برگزار شد. مراسم خصوصی با حضور خانواده در کلیسای سنت مری، کلیسای انگلستان در پریتلول برگزار شد. مراسم توسط کشیش پل مکی و موسینور کوین ویلیام هیل رهبری می‌شد. بیانیه خانواده توسط آن ویدکامب، نماینده سابق محافظه کار خوانده شد. پس از آن تابوت او در خیابان‌ها بر روی کالسکه اسب‌دار حمل شد.
مراسم تشییع جنازه در کلیسای جامع وست‌مینستر برگزارشد. نخست‌وزیر بوریس جانسون به همراه نخست وزیران سابق، وهمچنین لینزی هویل رئیس مجلس نمایندگان و سر کی‌یر استارمر، از رهبران حزب کارگر در این مراسم شرکت داشتند. پاپ فرانسیس پیامی فرستاد که توسط اسقف اعظم کلودیو گوگروتی، نماینده پاپ در بریتانیا قرائت شد.
قتل ایمس بعداً توسط پلیس متروپولیتن یک "حادثه تروریستی" اعلام شد. تحقیقات به رهبری فرماندهی مبارزه با تروریسم اسکاتلندیارد، به بررسی "انگیزه بالقوه مرتبط با افراط‌گرایی اسلامی" پرداخت.